# Lucy Weston Pickett
Lucy Weston Pickett (19 de enero de 1904-23 de noviembre de 1997) fue una química estadounidense, renombrada por sus investigaciones de moléculas orgánicas por cristalografía de rayos X y espectroscopia de absorción ultravioleta.

## Infancia y educación
Pickett nació el 19 de enero de 1904 en Beverly, Massachusetts. Sus padres fueron Lucy Weston, maestra y directora de escuela primaria, y George Ernest Pickett, marinero. Su hermano, Thomas Austin Pickett también fue químico de profesión. Después de asistir al instituto en Beverly, Pickett inició estudios superiores en la Universidad Mount Holyoke en South Hadley, Massachusetts, en 1921. Se licenció summa cum laude en 1925 y recibió un máster en Químicas en 1927. Obtuvo un doctorado en Química analítica por la Universidad de Illinois en 1930. Para su disertación de doctorado, exploró los efectos de los rayos X en reacciones químicas y estudió las estructuras de compuestos orgánicos.

## Carrera
Pickett enseñó en Illinois y Goucher College antes de regresar a Mount Holyoke en 1930, donde permaneció hasta su jubilación en 1968, excepto durante breves periodos. Entre 1932 y 1933 realizó un postdoctorado en Londres con el cristalógrafo y Premio Nobel William Bragg en la Institución Real. A su regreso intentó aplicar sus recién adquiridos conocimientos en cristalografía de rayos X, pero su universidad no contaba con la instrumentación necesaria, por lo que decidió utilizar técnicas de espectroscopia en su lugar, con la ayuda de sus colegas Emma Perry Carr y Mary Sherrill. En 1939 logró una beca de investigación para trabajar con el espectroscopista Victor Henri en la Universidad de Lieja en Bélgica, y con George Kistiakowsky en Harvard. En 1945 consiguió el puesto de catedrática de química y entre 1947 y 1948 fue profesora visitante en la Universidad de Berkeley y colaboró durante un mes con Linus Pauling.
Pickett alcanzó reconocimiento tanto por sus actividades científicas como por su labor como educadora; además de sus publicaciones en el campo de la espectroscopia, escribió un artículo sobre métodos para enseñar química. Sus colegas y alumnos establecieron una fundación con su nombre, Lucy Pickett, para invitar a conferenciantes excepcionales a impartir seminarios en Mount Holyoke. El primero de ellos fue Robert Mulliken, premio Nobel de Química en 1966, con quien Pickett había publicado un artículo en 1954 sobre el estudio por espectroscopia del ion bencenio. En los años 70, Pickett solicitó que los fondos fueran usados para homenajear a mujeres científicas.
Falleció el 23 de noviembre de 1997 en Bradenton, Florida.

## Honores y premios
- Socio de la Academia Estadounidense de las Artes y las Ciencias en 1955.[5]
- la Sociedad Química Americana le otorgó en 1957 la Medalla Francis P. Garvan por su investigación en espectroscopia molecular.
- Recibió doctorados honoris causa de Ripon College y Mount Holyoke en 1958 y 1975 respectivamente.[2]